# 한림중학교 (제주)
한림중학교(翰林中學校)는 대한민국 제주특별자치도 제주시 한림읍 동명리에 있는 공립 중학교이다.

## 학교 연혁
- 1946년 10월 1일 : 한림중학원(4년제) 개설, 고원주 원장 취임
- 1947년 12월 8일 : 한림공립초급중학교(3년제) 설립 인가
- 1948년 4월 16일 : 초대 김재형 교장 부임
- 1948년 4월 19일 : 한림공립초급중학교 개교(5학급)
- 1950년 4월 29일 :  한림수산중학교로 개편
- 1951년 9월 1일 : 한림중학교로 개편
- 1959년 9월 1일 : 한림공고 구내로 이전
- 1964년 2월 28일 : 남자중학교(9학급)로 출발(한림여중 분리)
- 1974년 8월 30일 : 한림공고 구내에서 현 위치로 이전(명월성로 21)
- 1986년 2월 5일 : 특수학급(1학급) 설치 운영 인가
- 1996년 10월 19일 : 학교 급식소 개소
- 2012년 7월 2일 : 급식실 신축 준공
- 2013년 12월 17일 : 한얼관 개관
- 2015년 3월 25일 : 한무관 개관
- 2015년 6월 19일 : 명상의 숲 완공식
- 2023년 9월 1일 : 제35대 교장 강문환 선생 부임
- 2025년 1월 8일 : 제78회 졸업식(졸업생 86명, 누계 13,775명)
- 2025년 3월 4일 : 입학(신입생 67명)

## 참고 자료
- 한림중학교 - 한국교육학술정보원 학교알리미